# Atletica leggera ai I Giochi paralimpici estivi
Per l'atletica leggera paralimpica ai Giochi paralimpici estivi di Roma 1960 furono disputate 25 gare (13 maschili e 12 femminili). Le gare si svolsero dal 18 al 25 settembre 1960 e vi presero parte 31 atleti provenienti da 10 nazioni.

## Nazioni partecipanti
- Australia (3)
- Austria (5)
- Francia (1)
- Germania Ovest (4)
- Italia (9)
- Malta (2)
- Paesi Bassi (1)
- Regno Unito (3)
- Stati Uniti (2)
- Svizzera (1)

## Medagliere
| Pos.   | Nazione        |    |    |    | Totale |
| ------ | -------------- | -- | -- | -- | ------ |
| 1      | Italia         | 12 | 12 | 8  | 32     |
| 2      | Germania Ovest | 5  | 3  | 5  | 13     |
| 3      | Regno Unito    | 4  | 0  | 4  | 8      |
| 4      | Stati Uniti    | 3  | 0  | 1  | 4      |
| 5      | Francia        | 1  | 0  | 0  | 1      |
| 6      | Australia      | 0  | 4  | 1  | 5      |
| 7      | Paesi Bassi    | 0  | 2  | 0  | 2      |
| 8      | Svizzera       | 0  | 2  | 0  | 2      |
| 9      | Austria        | 0  | 1  | 5  | 6      |
| 10     | Malta          | 0  | 1  | 1  | 2      |
| Totale | Totale         | 25 | 25 | 25 | 75     |

## Risultati

### Uomini
| Atleta                                 | Oro                          | Argento                      | Bronzo                       |
| -------------------------------------- | ---------------------------- | ---------------------------- | ---------------------------- |
| Lancio della clava A                   | Dick Thompson Gran Bretagna  | Walter Prossl Germania Ovest | Domenico Avitabile Italia    |
| Lancio della clava B                   | Marcel Barbier Francia       | Carmelo Russo Italia         | Walter Prossl Germania Ovest |
| Lancio della clava C                   | Ron Stein Stati Uniti        | D. Kruidenier Paesi Bassi    | Russ Scott Gran Bretagna     |
| Lancio del giavellotto A               | Dick Thompson Gran Bretagna  | Felice Lenardon Italia       | Walter Prossl Germania Ovest |
| Lancio del giavellotto B               | Dick Thompson Gran Bretagna  | Carmelo Russo Italia         | Felice Lenardon Italia       |
| Lancio del giavellotto C               | Enzo Santini Italia          | Denis Favre Svizzera         | Carl Hepple Gran Bretagna    |
| Lancio del giavellotto di precisione A | Dick Thompson Gran Bretagna  | Frank Ponta Australia        | Jacob Germania Ovest         |
| Lancio del giavellotto di precisione B | Grimaldi Italia              | Gary Hooper Australia        | Castelli Italia              |
| Lancio del giavellotto di precisione C | Felice Lenardon Italia       | Walter Telsnig Austria       | Engelbert Rangger Austria    |
| Getto del peso A                       | Walter Prossl Germania Ovest | Felice Lenardon Italia       | Dick Thompson Gran Bretagna  |
| Getto del peso B                       | Walter Prossl Germania Ovest | Felice Lenardon Italia       | Claude Markham Malta         |
| Getto del peso C                       | Ron Stein Stati Uniti        | Denis Favre Svizzera         | Saul Welger Stati Uniti      |
| Pentathlon open                        | Ron Stein Stati Uniti        | D. Kruidenier Paesi Bassi    | Russ Scott Gran Bretagna     |

### Donne
| Atleta                                 | Oro                           | Argento                           | Bronzo                            |
| -------------------------------------- | ----------------------------- | --------------------------------- | --------------------------------- |
| Lancio della clava A                   | Maria Scutti Italia           | Anna Maria Galimberti Italia      | Manette Berger-Waldenegg Austria  |
| Lancio della clava B                   | Maria Scutti Italia           | Marlene Muhlendyck Germania Ovest | Anna Maria Galimberti Italia      |
| Lancio della clava C                   | Christa Zander Germania Ovest | Daphne Ceeney Australia           | Maria Scutti Italia               |
| Lancio del giavellotto A               | Maria Scutti Italia           | Anna Maria Galimberti Italia      | Manette Berger-Waldenegg Austria  |
| Lancio del giavellotto B               | Maria Scutti Italia           | Marlene Muhlendyck Germania Ovest | Anna Maria Galimberti Italia      |
| Lancio del giavellotto C               | Christa Zander Germania Ovest | Daphne Ceeney Australia           | Maria Scutti Italia               |
| Lancio del giavellotto di precisione A | Maria Scutti Italia           | Anna Maria Toso Italia            | Driessler Austria                 |
| Lancio del giavellotto di precisione B | Maria Scutti Italia           | Anna Maria Toso Italia            | Marlene Muhlendyck Germania Ovest |
| Lancio del giavellotto di precisione C | Maria Scutti Italia           | Anna Maria Toso Italia            | Kohlmannhuber Austria             |
| Getto del peso A                       | Maria Scutti Italia           | Anna Maria Galimberti Italia      | Anna Maria Toso Italia            |
| Getto del peso B                       | Maria Scutti Italia           | Anna Maria Galimberti Italia      | Marlene Muhlendyck Germania Ovest |
| Getto del peso C                       | Christa Zander Germania Ovest | Angela Scicluna Malta             | Daphne Ceeney Australia           |